# Ishizakiella
Ishizakiella is een geslacht van kreeftachtigen uit de klasse van de Ostracoda (mosselkreeftjes).

## Soorten
- Ishizakiella inflata (Brady, 1890) Mckenzie, 1986
- Ishizakiella miurensis (Hanai, 1957)
- Ishizakiella pacifica
- Ishizakiella ryukyuensis Tsukagoshi, 1994
- Ishizakiella supralittoralis (Schornikov, 1974)